# Circunvalación de Las Palmas de Gran Canaria
La Circunvalación de Las Palmas de Gran Canaria  GC-3  es una autovía que nace en el enlace 4 de la Autopista del Sur de Gran Canaria (GC-1) y, bordeando la ciudad de Las Palmas de Gran Canaria, finaliza su recorrido a la altura del enlace 8 de la Autovía del Norte de Gran Canaria (GC-2), en el municipio de Arucas. La vía canaliza diariamente más de la mitad del tráfico Norte-Sur y Sur-Norte de la isla de Gran Canaria y gracias a eso, descongestiona la Avenida Marítima y el Túnel del Ingeniero Julio Luengo a su paso por la capital.

## Particularidades de su construcción y trazado
El trazado de la autovía discurre por montaña y más de la mitad de sus 13 kilómetros de trazado lo comprenden túneles y viaductos consecutivos que salvan valles y riscos.
La construcción de la autovía supuso para el Gobierno de Canarias y para el Cabildo de Gran Canaria un gran desembolso económico (pese a que se financió en gran parte gracias a los Fondos FEDER europeos). El coste final alcanzó los "228 millones de euros".
La construcción de la autovía se inició a finales de 1996, y se ha dividido en 5 fases:
- La Fase I que comprende el tramo Tamaraceite - Siete Palmas. Se comenzó a construir en el año 1996[1] y se inauguró en el año 1999.[2]
- La Fase II (Nueva Paterna-Pico Viento), que comprende el tramo que va desde Siete Palmas a Tafira Baja y la ejecución de la autovía GC-31 desde Tafira Baja hasta San Cristóbal, se comenzó a construir en el año 1998[3] y se inauguró en 2003.
- La Fase III (Pico Viento-Jinámar) que comprende el tramo entre Tafira Baja a la GC-1, se inició su construcción a la vez que la Fase II y fue inaugurado también de forma conjunta con este por el Ministro de Fomento Francisco Álvarez-Cascos en el año 2003.[4]Con esta puesta en servicio la autovía desembocaría en el barrio de Las Mesas (Las Palmas de Gran Canaria) hasta el año 2016.
- La Fase IV que comprende el tramo Tamaraceite - Arucas. Su construcción se licitó en marzo de 2007, y las obras empezaron en diciembre de 2008.[5] Se tenía previsto que su finalización fuera en el año 2012, pero con motivo de la crisis económica la finalización se demoró hasta 2016. A mediados del verano de 2016, se abrió a los usuarios de la vía, solamente el sentido Arucas dirección Tamaraceite.[6] A mediados de noviembre de 2016, se abrió el sentido Tamaraceite - Arucas, es decir, ambos sentidos.[7]
- La Fase V que comprende el tramo Arucas - GC-2. Su construcción se inició conjuntamente con la Fase IV. La finalización de la obra habría tenido lugar en el año 2010 o 2011. Debido a la crisis económica, se tardaron más de diez años en concluir las obras de este tramo. El 4 de agosto de 2021, se inauguró la Fase V poniendo fin a 25 años de obras para la conclusión de la autovía.[8]

El desnivel absoluto de la autovía alcanza los 300 metros (va desde los 30 metros a los 330 metros).

## Salidas
| Salida | Sentido ascendente | Sentido ascendente                                    | Sentido descendente                                   | Sentido descendente | Carretera que enlaza                                          |
| Salida | Carriles           | Salida                                                | Salida                                                | Carriles            | Carretera que enlaza                                          |
| ------ | ------------------ | ----------------------------------------------------- | ----------------------------------------------------- | ------------------- | ------------------------------------------------------------- |
| Km 0   |                    |                                                       | Enlace con la autopista                               |                     | GC-1                                                          |
| 1      |                    | Hoya Parral Marfea                                    | Mercalaspalmas Marzagán Jinámar                       |                     | GC-1 GC-100                                                   |
| 3      |                    | Tafira Santa Brígida                                  | Tafira Santa Brígida                                  |                     | GC-4                                                          |
| 4      |                    |                                                       | Hoya de la Plata Pedro Hidalgo                        |                     | GC-309                                                        |
| 6      |                    | Casco histórico (Vegueta-Triana) Tafira Baja San José | Casco histórico (Vegueta-Triana) Tafira Baja San José |                     | GC-31                                                         |
| 7      |                    | Universidad Lomo Blanco San Roque Tafira              | Universidad Lomo Blanco San Roque Tafira              |                     | GC-112                                                        |
| 8      |                    | Puerto de Las Palmas Gáldar                           | Puerto de Las Palmas Gáldar                           |                     | GC-23                                                         |
| 9A     |                    | Siete Palmas                                          |                                                       |                     | Av. Pintor Felo Monzón                                        |
| 9B     |                    | Siete Palmas Almatriche Cementerio de San Lázaro      | Siete Palmas Almatriche Cementerio de San Lázaro      |                     | GC-310                                                        |
| 10     |                    | Tamaraceite Las Torres Guanarteme                     | Tamaraceite Las Torres Guanarteme                     |                     | GC-300 GC-340                                                 |
| 12     |                    | Tamaraceite San Lorenzo Teror                         | Tamaraceite San Lorenzo Teror                         |                     | GC-21 GC-308                                                  |
| 13     |                    | Las Mesas Tenoya La Cazuela                           | Las Mesas Tenoya La Cazuela                           |                     | GC-300                                                        |
| Km 14  |                    |                                                       |                                                       |                     | Barranco de Tenoya Límite municipal Las Palmas de GC / Arucas |
| 15     |                    | Lomo de Arucas Cardones Santidad                      |                                                       |                     | GC-302                                                        |
| 16A    |                    | Trasmontaña                                           | Arucas Firgas                                         |                     | GC-20                                                         |
| 16B    |                    | Arucas Firgas                                         |                                                       |                     | GC-20                                                         |
| Km 18  |                    | Enlace con la autovía GC-2                            |                                                       |                     | GC-2                                                          |

## Túneles y viaductos
| Punto kilométrico | Tipo     | Nombre                      | Longitud    | Notas                                              |
| ----------------- | -------- | --------------------------- | ----------- | -------------------------------------------------- |
| Km 1              | Viaducto | Atalaya de la Vista         | 110 m-185 m |                                                    |
| Km 2              | Viaducto | El Sabinal                  | 200 m       |                                                    |
| Km 2              | Túnel    | El Sabinal                  | 170 m       | Solo en sentido descendente                        |
| Km 3              | Túnel    | Salto del Negro             | 270 m-290 m |                                                    |
| Km 4              | Viaducto | Riquianez                   | 312 m-350 m |                                                    |
| Km 5              | Túnel    | Lomo de Santo Domingo       | 300 m       |                                                    |
| Km 5              | Viaducto | Santo Domingo               | 115 m       |                                                    |
| Km 6              | Túnel    | Pico Viento                 | 175 m-220 m |                                                    |
| Km 6              | Viaducto | Barranquillo de los Toledos | 200 m       |                                                    |
| Km 7              | Viaducto | Guiniguada                  | 460 m-565 m |                                                    |
| Km 9              | Viaducto | Tamaraceite                 | 262 m-300 m |                                                    |
| Km 13             | Viaducto | Barranquillo de Tenoya      | 150 m       |                                                    |
| Km 14             | Viaducto | Tenoya                      | 530 m       | Límite municipal entre Arucas y Las Palmas de G.C. |
| Km 15             | Viaducto | Barranquillo de La Dehesa   | 360 m       |                                                    |
| Km 16             | Viaducto | Barranco de Arucas          | 150 m-160 m |                                                    |

## Municipios
- Arucas
- Las Palmas de Gran Canaria